# Hakimpur
Hakimpur (en bengali : হাকিমপুর) est une upazila du Bangladesh dans le district de Dinajpur. En 1991, on y dénombrait 66 875 habitants.